# 우가산 유포봉수대
우가산 유포봉수대(牛家山 柳浦烽燧臺)는 울산광역시 북구 당사동에 있는 봉수대이다. 1998년 10월 19일 울산광역시의 기념물 제13호로 지정되었다.

## 현지 안내문
봉수는 과거 통신수단이 발달하지 못하였던 시대의 군사통신제도이다. 조망이 양호한 산정에서 밤에는 횃불로, 낮에는 연기로 국경과 해안의 안위를 중앙에 알리기 위한 목적으로 설치되었다.
봉수제가 성립된 것은 1149년(고려 의종 3)으로, 1급에서 4급의 봉수 거화수(炬火數)를 규정하고, 봉수군의 생활대책을 마련해 주었다. 조선 세종대에 이르러 그 체제가 정비되었다. 5거 거화수 등 관계 규식 마련, 각 도 연변의 연대(烟臺) 축조, 봉수선로 획정 등을 통해 그 면모를 새롭게 하였다. 각 봉수에는 오장(伍長)과 봉수군(烽燧軍)이 교대로 근무하면서, 평상시에는 한 홰[烽], 적이 나타나면 두 홰, 적이 국경에 접근하면 세 홰, 적이 국경을 넘어오면 네 홰, 적과 접전하면 다섯 홰의 봉수를 올리도록 하였다. 1894년(고종 31)에 전보통신이 보급되면서 폐지가 결정되었고, 다음해 각처 봉대와 봉수군을 폐지함으로서 모든 봉수제는 폐지되었다.
봉수는 성격에 따라 경봉수(京烽燧)․내지봉수(內地烽燧)․연변봉수(沿邊烽燧)로 구분된다. 경봉수는 전국의 모든 봉수가 집결하였던 중앙봉수로서 서울 목멱산(木覓山)에 위치하여 목멱산봉수 또는 남산봉수라고 불렀다. 연변봉수는 해륙 변경(海陸邊境)의 제1선에 설치하여 연대라 하였으며, 내지봉수는 연변봉수와 경봉수를 연결하는 중간봉수로서 수적으로 다수였다.
우가산 유포봉수대는 우가산 정상에 위치한 연변봉수의 하나로, 남목천(현재의 주전)에서 봉수를 받아 경주 하서지로 전하였다. 각 봉수와의 거리는 남쪽 남목봉수(주전봉수)와는 5.17㎞, 북쪽 하서지봉수와는 10.85㎞이다.
유포봉수는 조선전기에 유등포(柳等浦)봉화로 불리기도 하였다. 연대를 둘러싸고 있는 약 216m 길이의 방호벽은 석축으로 방형에 가까우며, 석축의 높이는 1m~2m가량 남아있다. 2003년 실시한 지표조사에 의하면 유포봉수대는 방호벽으로 조성된 공간의 동쪽으로 치우쳐서 서쪽과 남쪽으로 넓은 공간이 확보되어 있다. 이곳에서 많은 양의 기와편과 약간의 자기편이 수습되었는데, 봉수대를 운영하기 위한 봉수군의 주거건물과 창고가 위치하였을 것으로 추정된다.
자연석으로 쌓은 둥근 모양의 아궁이와 주위의 방호벽, 봉수군 막사터가 잘 남아 있어서 우리나라 연변 봉수대 연구의 중요한 자료로 평가된다.

## 참고 문헌
- 이 문서에는 다음커뮤니케이션(현 카카오)에서 GFDL 또는 CC-SA 라이선스로 배포한 글로벌 세계대백과사전의 내용을 기초로 작성된 글이 포함되어 있습니다.

## 참고 자료
- 우가산 유포봉수대 - 국가유산청 국가유산포털